# John Surtees
John Norman Surtees CBE, més conegut com a John Surtees   (Tatsfield, 11 de febrer de 1934 - St George's Hospital, 10 de març de 2017), va ser un pilot de curses anglès que va competir amb èxit tant al campionat del món de motociclisme com al de Fórmula 1. Va guanyar el seu primer títol mundial de motociclisme de 500cc el 1956 i poc després va encadenar tres doblets consecutius entre 1958 i 1960, en què guanyà cada any els campionats de 500 i de 350cc. Un cop havent guanyat set títols mundials de motociclisme, va passar a competir al mundial de Fórmula 1 i el 1964 va fer història dins l'automobilisme en proclamar-se'n campió del món. A data de 2024, Surtees seguia sent l'únic a haver guanyat mai campionats del món en dues i quatre rodes.
Un cop retirat de les competicions, Surtees va fundar l'equip Surtees Racing Organisation, que va competir com a constructor a la Fórmula 1, la Fórmula 2 i la Fórmula 5000 des de 1970 fins a 1978. També va ser ambaixador de la Racing Steps Foundation, una organització que ajudava pilots britànics joves en les categories júnior de Fórmula 3 i altres campionats.
Al llarg de la seva vida, John Surtees va rebre nombroses distincions: va ser nomenat Membre (1961), Comandant (2008) i finalment Oficial de l'Orde de l'Imperi Britànic (OBE, Officer of the Order of the British Empire) el 2016. El 1996 va ser incorporat al Saló de la Fama Internacional dels esports de motor i el 2003, al Saló de la Fama de MotoGP.

## Carrera esportiva

### Motociclisme

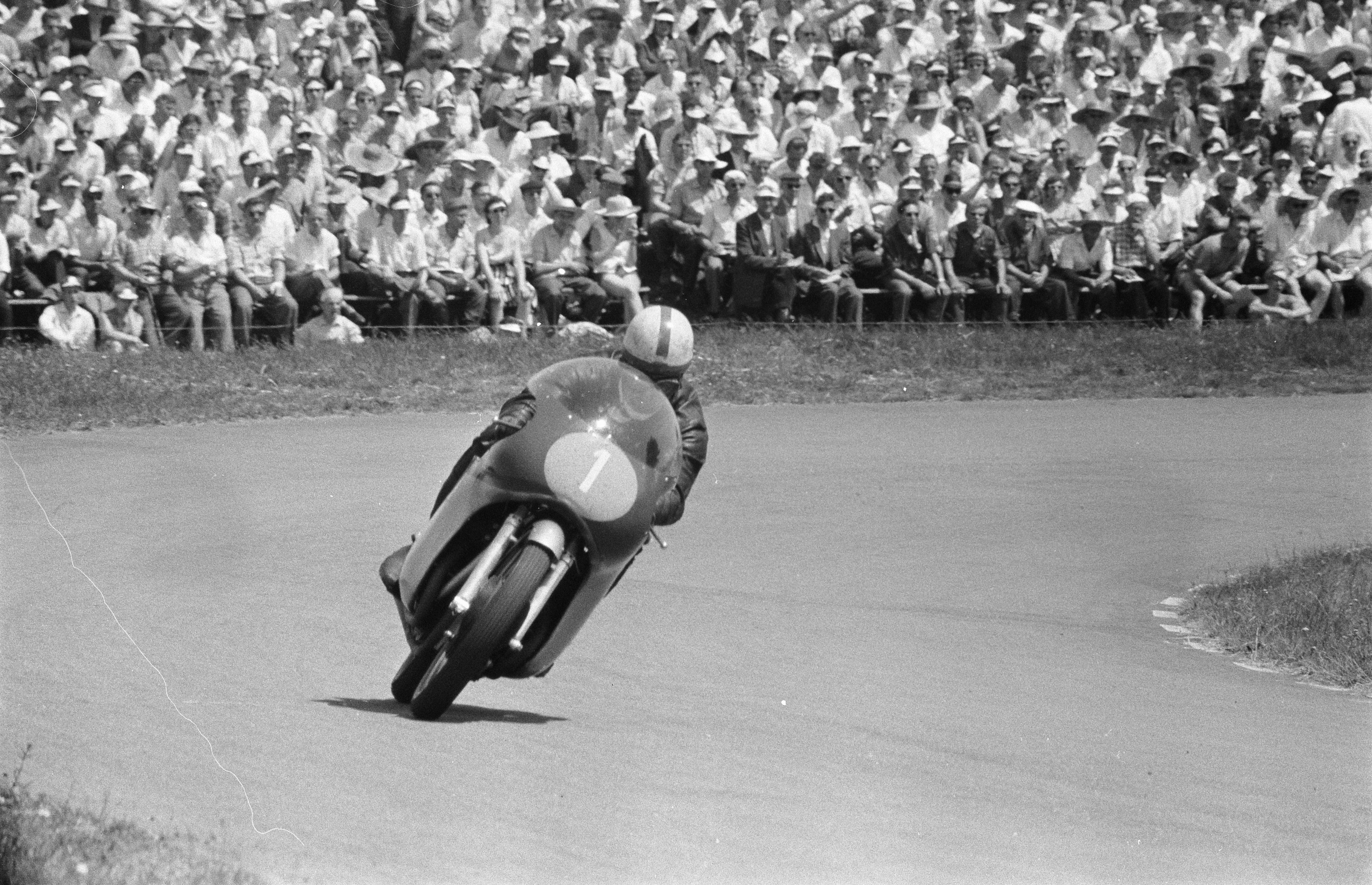
Surtees amb la MV Agusta 500 al Dutch TT de 1960

John Surtees era fill d'un concessionari de motocicletes del sud de Londres, Jack Surtees, que era alhora un consumat pilot de grasstrack (el 1948 va guanyar el Campionat de sidecars del South Eastern Centre). John va córrer la seva primera cursa professional com a passatger al sidecar Vincent del seu pare a 14 anys. Tots dos van guanyar la cursa, però van ser desqualificats quan els comissaris van descobrir l'edat del fill. Poc després, John Surtees va participar en la seva primera cursa de grasstrack a 15 anys. El 1950, als 16, va entrar d'aprenent a la fàbrica Vincent. Va obtenir ressò per primer cop el 1951 en presentar una dura oposició a l'estrella de Norton Geoff Duke en una cursa organitzada per l'ACU al circuit de Thruxton.
El 1955, el director esportiu de Norton, Joe Craig, va proporcionar a Surtees el primer suport de fàbrica i motocicletes de curses. Surtees va cloure l'any vencent el vigent campió del món Geoff Duke a Silverstone i després a Brands Hatch. Malgrat tot, amb Norton en problemes financers i la incertesa sobre els seus plans de futur, Surtees va acceptar una oferta de l'equip de curses de fàbrica de MV Agusta, on aviat es va guanyar el sobrenom de figlio del vento (fill del vent).
El 1956, Surtees va guanyar el mundial de 500cc, el primer de MV Agusta a la classe reina. Cal dir que va tenir l'ajuda inesperada de la FIM, que va decidir de prohibir durant sis mesos la participació del campió vigent, Geoff Duke, a causa del seu suport a una vaga de pilots per a obtenir més diners com a prima de sortida. A la temporada de 1957, les MV Agusta no van ser rivals per a les Gilera i Surtees va lluitar per a aconseguir un tercer lloc final amb la seva MV Agusta 500 Quattro.
Quan Gilera i Moto Guzzi es van retirar dels Grans Premis a finals de 1957, Surtees i MV Agusta van dominar la competició en les dues categories de cilindrada superior. Els anys 1958, 1959 i 1960 l'anglès va guanyar sis campionats del món, amb 32 victòries a les 39 curses disputades, i es va convertir en el primer a guanyar el Senior TT al TT de l'Illa de Man tres anys seguits.

### Automobilisme

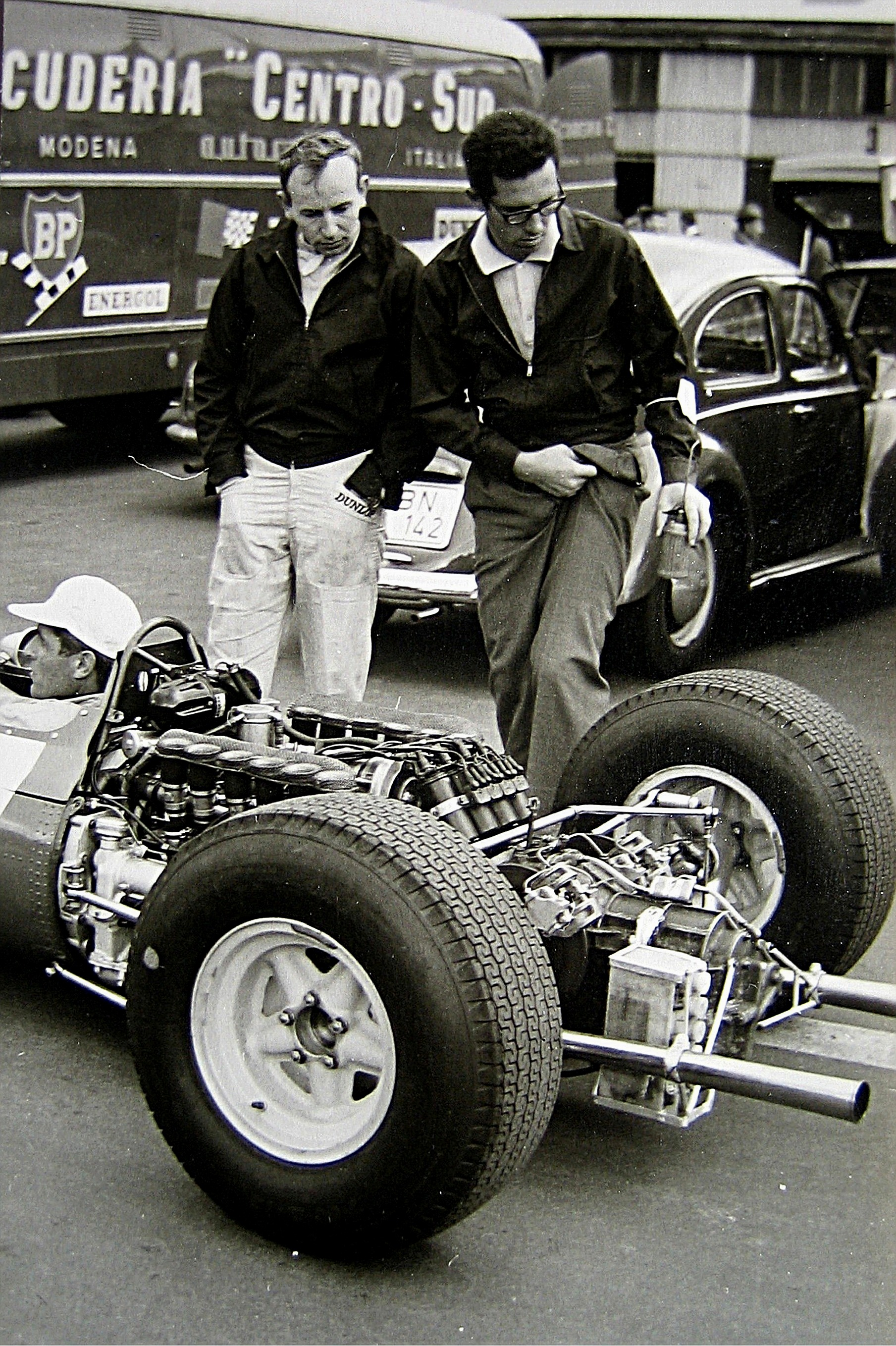
Surtees (esquerra) i Mauro Forghieri el 1965

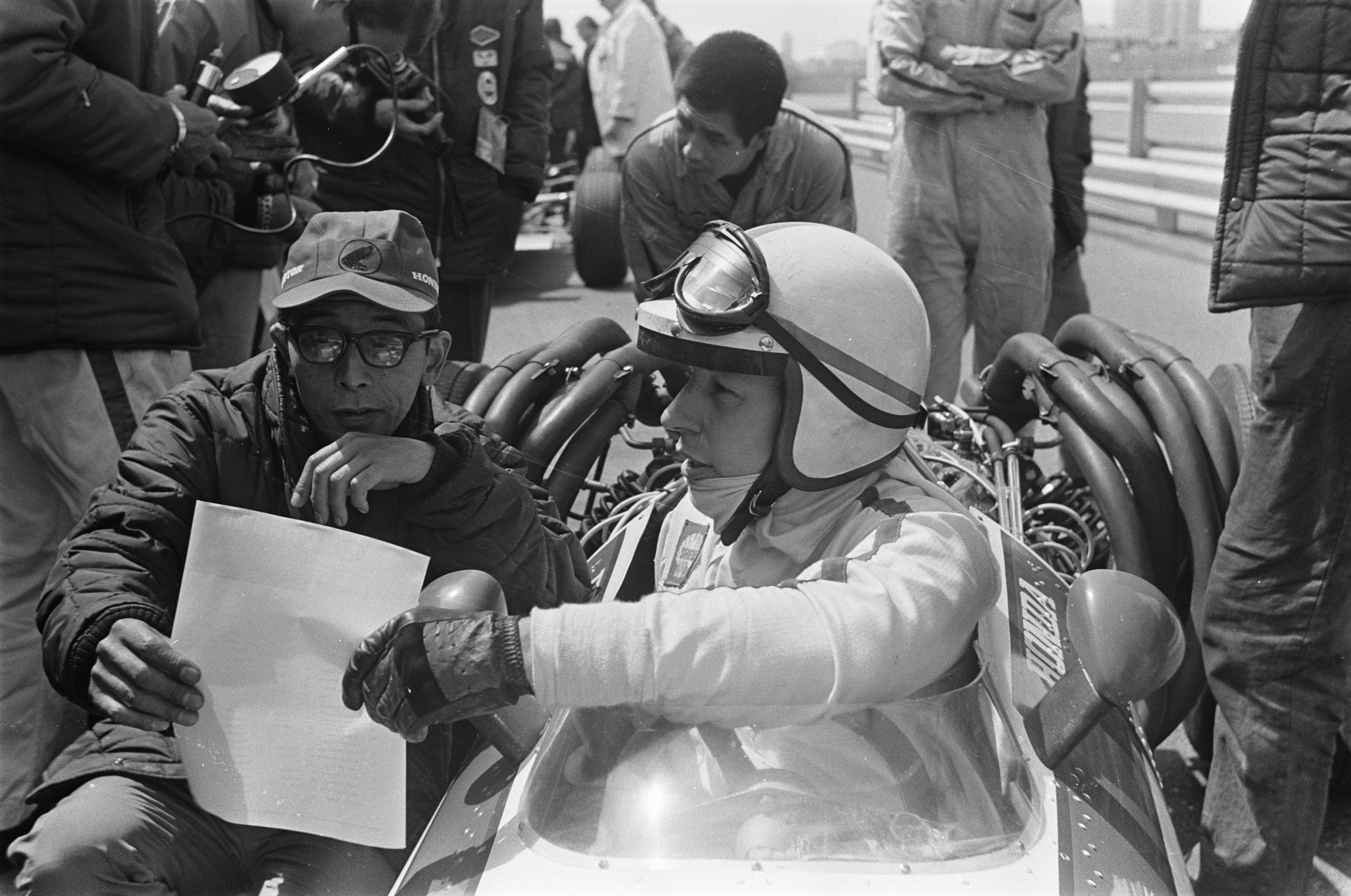
Surtees i Yoshio Nakamura al Gran Premi dels Països Baixos de 1968

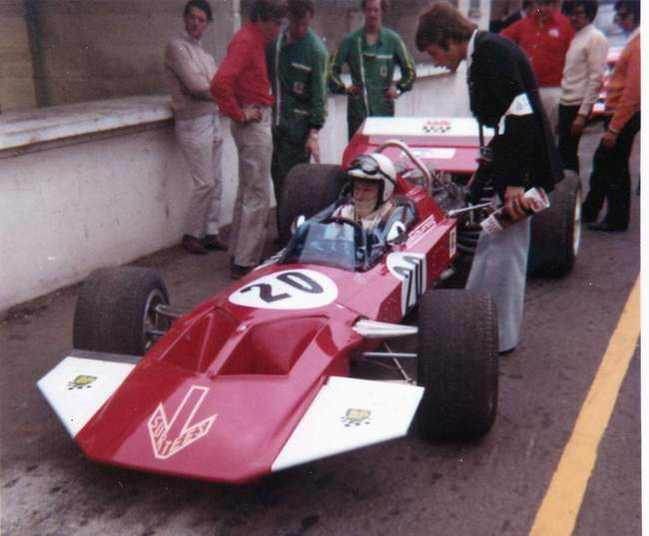
Surtees amb el seu Surtees TS7 el 1970

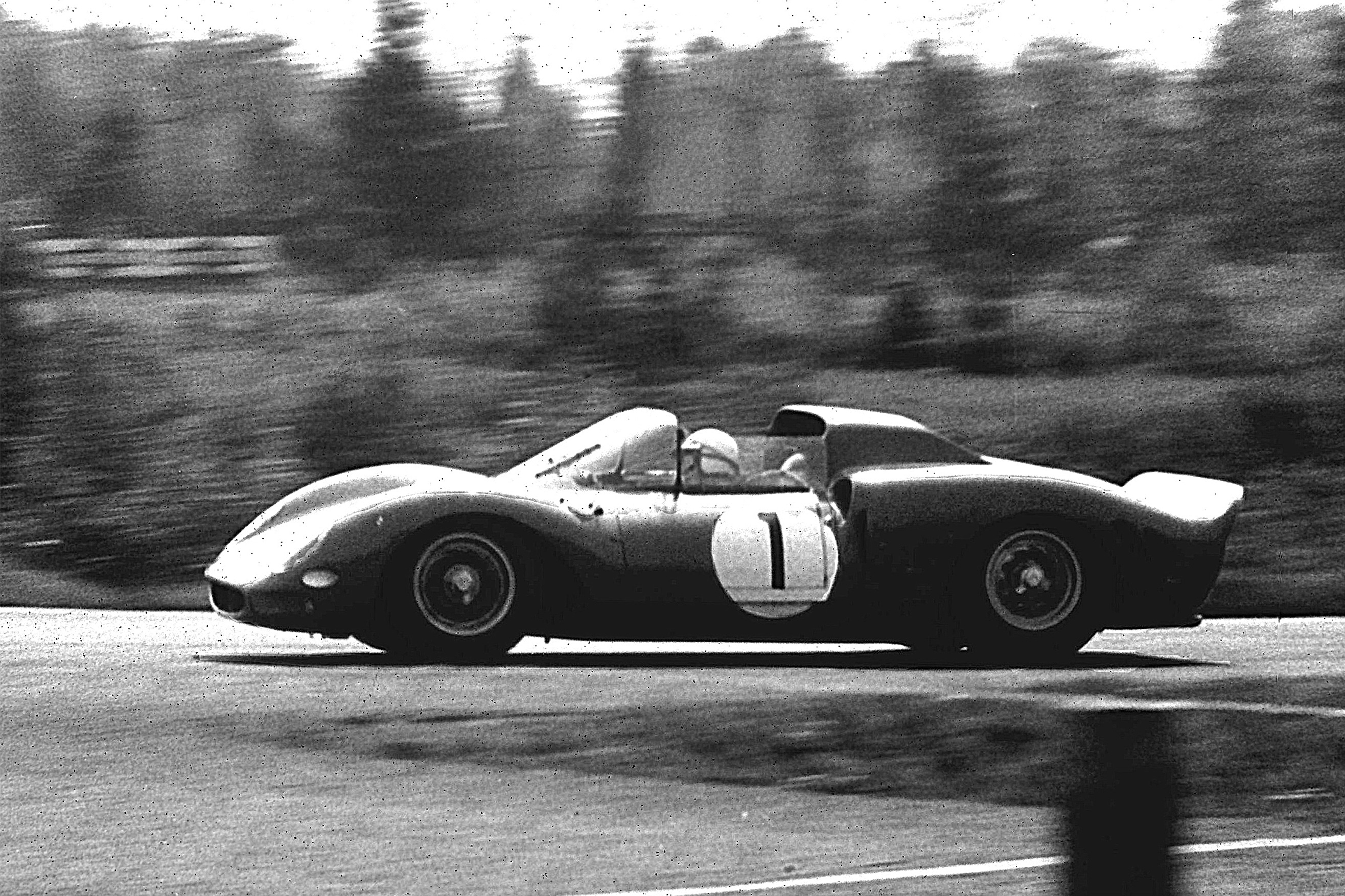
Surtees amb el Ferrari 330 P2 als 1000 km de Nürburgring de 1965

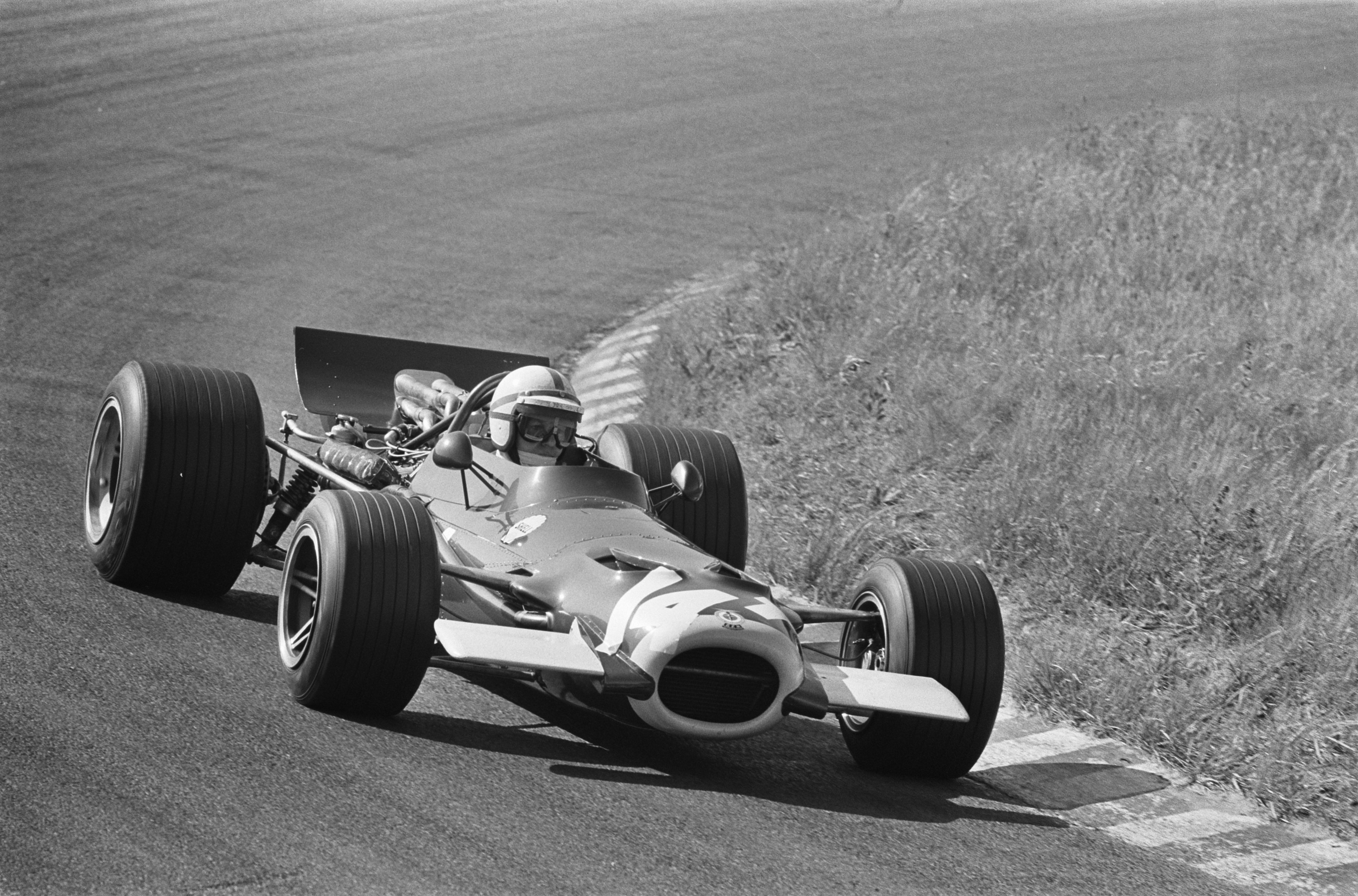
Surtees al Gran Premi dels Països Baixos de 1969

Mentre continuava competint en motociclisme a plena dedicació, Surtees va fer una prova de conducció amb el cotxe esportiu DBR1 d'Aston Martin davant del director de l'equip Reg Parnell. Tanmateix, va continuar sobre dues rodes i no va debutar a les curses d'automòbils fins a l'any següent.
El 1960, a 26 anys, Surtees va deixar les motocicletes i es va centrar en els cotxes a temps complet, fent el seu debut a la Fórmula 1 durant el Trofeu Internacional BRDC d'aquell any a Silverstone amb l'equip Lotus. Pel que fa al Campionat del Món, hi va debutar a la segona cursa de la temporada de 1960, disputant el 29 de maig el Gran Premi de Mònaco al Circuit de Montecarlo. Va tenir un èxit immediat en acabar segon tot just a la seva segona cursa del campionat, el Gran Premi de Gran Bretanya, i obtenir la pole position a la tercera, el Gran Premi de Portugal.
Després de passar la temporada de 1961 amb el Yeoman Credit Racing Team conduint un Cooper T53 "Lowline" dirigit per Reg Parnell i la temporada de 1962 amb el Bowmaker Racing Team, encara dirigit per Reg Parnell però ara amb el Lola V8 Mk4, va entrar a la Scuderia Ferrari el 1963 i va guanyar el Campionat del Món amb la marca italiana el 1964.
El 25 de setembre de 1965, Surtees va tenir un accident que va posar en perill la seva vida al circuit de Mosport (a Ontario, Canadà) mentre practicava amb un cotxe esportiu Lola T70 en trencar-se-li una juntura de fosa vertical frontal. Al seu llibre Go Like Hell, A.J. Baime diu que Surtees va sortir de l'accident amb un costat del cos quatre polzades (10 cm) més curt que l'altre. Els metges van restaurar la major part de les fractures sense cirurgia, en part estirant físicament el seu cos destrossat, fins que la diferència dreta-esquerra va quedar en menys d'una polzada, i el van deixar així.
Durant la temporada de 1966 es van introduir els nous motors més grans, de 3 litres, a la Fórmula 1. El debut de Surtees amb el nou cotxe de F1 de Ferrari aquell any va ser al Trofeu Internacional BRDC de Silverstone, on es va classificar i va acabar a prop del Brabham BT19 de 3 litres de Jack Brabham. Unes setmanes més tard, Surtees va liderar el Gran Premi de Mònaco, allunyant-se del BRM de 2 litres de Jackie Stewart a les rectes, abans que el motor fallés. Dues setmanes després, Surtees va sobreviure a la tempesta de pluja de la primera volta que va eliminar la meitat dels rivals i va guanyar el Gran Premi de Bèlgica.
A causa de les habituals vagues a Itàlia, el 1966, Ferrari només es va poder permetre el luxe d'inscriure dos cotxes (Ferrari P3) a les 24 Hores de Le Mans, en comptes de la seva usual participació amb tres prototips. La incertesa i la confusió envolten els esdeveniments posteriors i les seves conseqüències, i durant les dècades posteriors se n'han ofert diverses explicacions. La versió que va explicar Ferrari aleshores deia que sota les regles de Le Mans, el 1966 per a cada cotxe només es permetien dos conductors. Surtees va ser omès de l'alineació de pilots per al Ferrari que fou conduït per Mike Parkes i Ludovico Scarfiotti, mentre que l'altre ho fou per Jean Guichet i Lorenzo Bandini. Quan Surtees va preguntar al director de l'equip Ferrari, Eugenio Dragoni, per què, com a líder de l'equip Ferrari, no se li permetria de competir, Dragoni li va dir que no pensava que estigués en plenes condicions per a conduir en una cursa de resistència de 24 hores a causa del les ferides que havia patit a finals de 1965. Tanmateix, el mateix Surtees va descriure les coses d'una manera una mica diferent. Segons recordava, quan es van anunciar els aparellaments, havia de conduir al costat de Scarfiotti. Com al més ràpid de tots dos, Surtees va argumentar que hauria de fer el primer torn i "intentar trencar" l'oposició de Ford conduint "a tot drap des del començament". Dragoni va negar la petició de Surtees i va insistir que Scarfiotti prengués la sortida, suposadament per complaure al president de FIAT i oncle de Scarfiotti, Gianni Agnelli, que hi assistia com a espectador.
Fos com fos, la decisió i la posterior manca de suport del mateix Enzo Ferrari van ser profundament molestos per a Surtees i l'anglès va abandonar immediatament l'equip. Aquesta decisió probablement li va costar tant a Ferrari com a Surtees el Campionat de Fórmula 1 de 1966. Ferrari va acabar segona darrere de Brabham-Repco al Campionat de constructors i Surtees fou també segon darrere de Jack Brabham al Campionat de pilots. Surtees va acabar la temporada amb l'equip Cooper-Maserati, guanyant l'última cursa de la temporada.
Surtees va competir amb un T70 a la inauguració de la temporada de 1966 de la Canadian-American Challenge Cup (Can-Am), guanyant-ne tres curses i proclamant-se'n campió davant d'altres guanyadors com ara Dan Gurney (Lola), Mark Donohue (Lola) i Phil Hill (Chaparral), així com Bruce McLaren i Chris Amon (tots dos amb McLaren).
El desembre de 1966, Surtees va signar per Honda. Després d'un prometedor tercer lloc a la primera cursa, a Sud-àfrica, l'Honda RA273 va patir una sèrie de problemes mecànics. El cotxe va ser substituït per l'Honda RA300 per al Gran Premi d'Itàlia, on Surtees va superar Jack Brabham i aconseguir la segona victòria d'Honda a la Fórmula 1 per 0,2 segons. Surtees va acabar quart al Campionat de Pilots de 1967.
El mateix any, Surtees va conduir al Rex Mays 300 de Riverside, a prop de Los Angeles, en una cursa de carretera de final de temporada de l'United States Auto Club (USAC). Aquest esdeveniment enfrontava els millors pilots nord-americans del moment, normalment els que havien destacat com a pilots professionals en pistes de terra ovalades, amb pilots veterans de la Fórmula 1 com ara Jim Clark i Dan Gurney.
El 1970, Surtees va formar el seu propi equip de curses, la Surtees Racing Organisation, i va passar nou temporades competint a la Fórmula 5000, la Fórmula 2 i la Fórmula 1 com a constructor. Es va retirar de la conducció competitiva el 1972, el mateix any que l'equip va tenir el seu èxit principal quan el seu pilot Mike Hailwood va guanyar el Campionat d'Europa de Fórmula 2. L'equip es va dissoldre finalment a finals de 1978.
Com a balanç final, John Surtees va participar en cent tretze proves puntuables pel campionat del món de Fórmula 1, disputades entre la temporada de 1960 i la de 1972, aconseguint 24 podis (amb 6 victòries) i 180 punts per al campionat del món de pilots i guanyant el campionat la Temporada de 1964.

## Un cop retirat

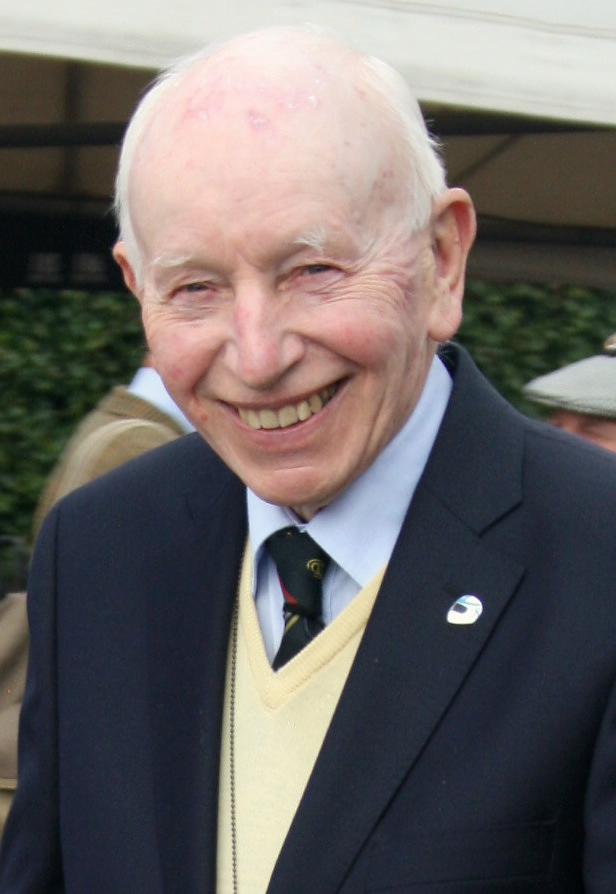
John Surtees el 2011

Un cop retirat, Surtees va dirigir durant un temps a la dècada del 1970 una botiga de motocicletes a West Wickham i un concessionari d'automòbils Honda a Edenbridge, tots dos a Kent. Va continuar vinculat al motociclisme tot participant en curses de motocicletes clàssiques amb motos de la seva col·lecció de models de competició d'època. També va seguir involucrat en les curses de monoplaces i va ocupar el càrrec de president de l'A1 Team Great Britain dins el campionat A1 Grand Prix de 2005 a 2007.
El seu fill, Henry Surtees, va competir al Campionat de Fórmula 2 de la FIA i els Campionats del Regne Unit de Fórmula Renault i de Fórmula BMW per a Carlin Motorsport. Henry es va morir en un accident mentre corria al campionat de Fórmula 2 a Brands Hatch el 19 de juliol de 2009.
El 2010, John Surtees va fundar la Henry Surtees Foundation en memòria del seu fill, una organització benèfica que ajuda a les víctimes de lesions cerebrals accidentals i que promou la seguretat en la conducció i l'automobilisme.

## Distincions
- Membre de l'Orde de l'Imperi Britànic, MBE (1961)
- Saló de la Fama Internacional dels esports de motor (1996)[40]
- MotoGP Legend (2003)[41]
- Oficial de l'Orde de l'Imperi Britànic, OBE, a la cerimònia d'aniversari del 2008[42]
- Trofeu Segrave 2012 en reconeixement dels seus múltiples campionats del món i per ser l'únic a haver guanyat títols mundials en 2 i 4 rodes (2013)[43]
- Doctor honoris causa en enginyeria per la Universitat Oxford Brookes (2015)[44][45]
- Comandant de l'Orde de l'Imperi Britànic, CBE, a la cerimònia d'Any Nou del 2016 pels seus serveis a l'esport de motor[46][47][48]
- Motorsports Hall of Fame of America (2024)

El 1992, John Surtees va ser el protagonista del programa televisiu This Is Your Life en ser sorprès per Michael Aspel.

## Vida personal i mort

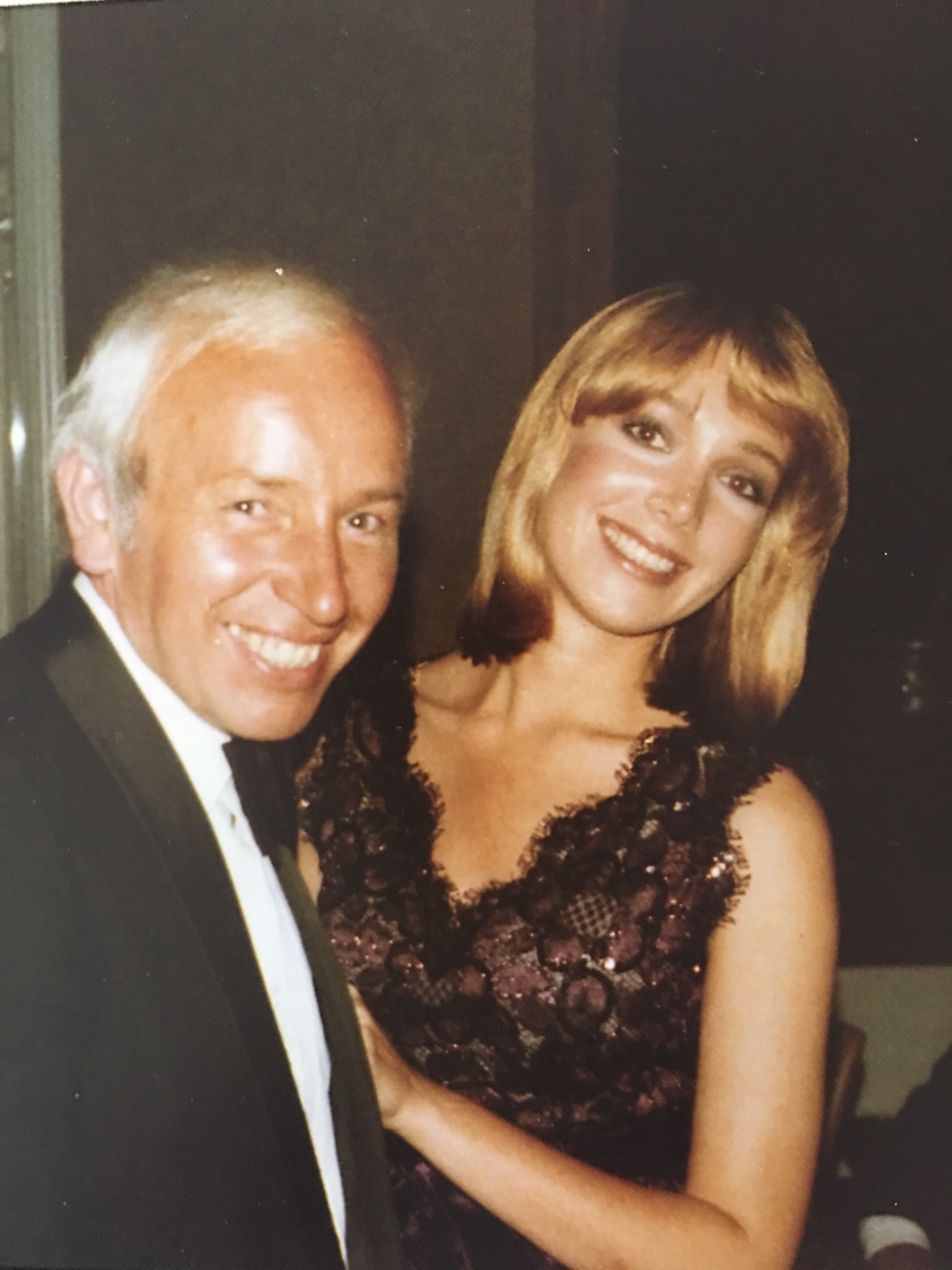
John Surtees i la seva segona muller Janis Sheara

Surtees es va casar tres vegades: amb Patricia Burke de 1962 a 1979, amb Janis Sheara de 1979 a 1982 i amb Jane Sparrow des de 1987; amb Jane va tenir tres fills, entre ells Henry.
Surtees es va morir d'insuficiència respiratòria el 10 de març de 2017 a l'Hospital St George de Londres, a 83 anys. Va ser enterrat al costat del seu fill Henry, a l'església de St Peter and St Paul de Lingfield, Surrey.
El 19 de març de 2017 es va celebrar un homenatge en memòria seva a la clàssica Goodwood Members Meeting del circuit de Goodwood, prop de Chichester (West Sussex).

## Resultats al Mundial de motociclisme
Barem de puntuació de 1950 a 1968:
| Posició | 1 | 2 | 3 | 4 | 5 | 6 |
| Punts   | 8 | 6 | 4 | 3 | 2 | 1 |

(Ids. Grans Premis | Llegenda) (Curses en negreta indiquen pole; curses en  itàlica indiquen volta ràpida)
| Any  | Categoria | Equip     | 1       | 2      | 3       | 4       | 5       | 6       | 7       | 8     | 9   | Punts | Posició | Victòries |
| ---- | --------- | --------- | ------- | ------ | ------- | ------- | ------- | ------- | ------- | ----- | --- | ----- | ------- | --------- |
| 1952 | 500cc     | Norton    | CH      | IOM    | NED     | BEL     | GER     | ULS 6   | NAT     | ESP   |     | 1     | 18è     | 0         |
| 1953 | 125cc     | EMC       | IOM DNS | NED    |         | GER     |         | ULS     |         | NAT   | ESP | 0     | –       | 0         |
| 1953 | 350cc     | Norton    | IOM DNS | NED    | BEL     | GER     | FRA     | ULS     | CH      | NAT   |     | 0     | –       | 0         |
| 1953 | 500cc     | Norton    | IOM DNS | NED    | BEL     | GER     | FRA     | ULS     | CH      | NAT   | ESP | 0     | –       | 0         |
| 1954 | 350cc     | Norton    | FRA     | IOM 11 | ULS Ret | BEL     | NED     | GER     | CH      | NAT   | ESP | 0     | –       | 0         |
| 1954 | 500cc     | Norton    | FRA     | IOM 15 | ULS 5 † | BEL     | NED     | GER     | CH      | NAT   | ESP | 0     | –       | 0         |
| 1955 | 250cc     | NSU       |         | FRA    | IOM     | GER Ret |         | NED     | ULS 1   | NAT   |     | 8     | 7è      | 1         |
| 1955 | 350cc     | Norton    |         |        | IOM 4   | GER 3   | BEL     | NED     | ULS 3   | NAT   |     | 11    | 6è      | 0         |
| 1955 | 500cc     | Norton    | ESP     | FRA    | IOM 29  |         | BEL     | NED     | ULS     | NAT   |     | 0     | –       | 0         |
| 1955 | 500cc     | BMW       |         |        |         | GER Ret |         |         |         |       |     | 0     | –       | 0         |
| 1956 | 350cc     | MV Agusta | IOM DSQ | NED 2  | BEL 1   | GER Ret | ULS     | NAT     |         |       |     | 14    | 4t      | 1         |
| 1956 | 500cc     | MV Agusta | IOM 1   | NED 1  | BEL 1   | GER     | ULS     | NAT     |         |       |     | 24    | 1r      | 3         |
| 1957 | 350cc     | MV Agusta | GER Ret | IOM 4  | NED Ret | BEL Ret | ULS Ret | NAT Ret |         |       |     | 3     | 10è     | 0         |
| 1957 | 500cc     | MV Agusta | GER Ret | IOM 2  | NED 1   | BEL Ret | ULS Ret | NAT 4   |         |       |     | 17    | 3r      | 1         |
| 1958 | 350cc     | MV Agusta | IOM 1   | NED 1  | BEL 1   | GER 1   | SWE     | ULS 1   | NAT 1   |       |     | 48    | 1r      | 6         |
| 1958 | 500cc     | MV Agusta | IOM 1   | NED 1  | BEL 1   | GER 1   | SWE     | ULS 1   | NAT 1   |       |     | 48    | 1r      | 6         |
| 1959 | 350cc     | MV Agusta | FRA 1   | IOM 1  | GER 1   |         |         | SWE 1   | ULS 1   | NAT 1 |     | 48    | 1r      | 6         |
| 1959 | 500cc     | MV Agusta | FRA 1   | IOM 1  | GER 1   | NED 1   | BEL 1   |         | ULS 1   | NAT 1 |     | 56    | 1r      | 7         |
| 1960 | 350cc     | MV Agusta | FRA 3   | IOM 2  | NED 1   |         |         | ULS 1   | NAT Ret |       |     | 26    | 1r      | 2         |
| 1960 | 500cc     | MV Agusta | FRA 1   | IOM 1  | NED Ret | BEL 1   | GER 1   | ULS 2   | NAT 1   |       |     | 46    | 1r      | 5         |

† La cursa de 500cc es va aturar per mal temps i la FIM la va excloure del campionat.

## Resultats a la Fórmula 1
| Any  | Equip                            | Xassís  | Motor    | 1       | 2       | 3       | 4       | 5       | 6       | 7       | 8       | 9       | 10      | 11      | 12      | 13    | Posició | Punts |
| ---- | -------------------------------- | ------- | -------- | ------- | ------- | ------- | ------- | ------- | ------- | ------- | ------- | ------- | ------- | ------- | ------- | ----- | ------- | ----- |
| 1960 | Team Lotus                       | Lotus   | Climax   | ARG     | MON Ret | 500     | HOL     | BEL     | FRA     | GBR 2   | POR Ret | ITA     | USA Ret |         |         |       | 14è     | 6     |
| 1961 | Yeoman Credit Racing Team        | Cooper  | Climax   | MON Ret | HOL 7   | BEL 5   | FRA Ret | GBR Ret | ALE 5   | ITA Ret | USA Ret |         |         |         |         |       | 12è     | 4     |
| 1962 | Bowmaker-Yeoman Racing Team      | Lola    | Climax   | HOL Ret | MON 4   | BEL 5   | FRA 5   | GBR 2   | ALE 2   |         | USA Ret | SUD Ret |         |         |         |       | 4t      | 19    |
| 1962 | Bowmaker-Yeoman Racing Team      | Lola    | Climax   |         |         |         |         |         |         | ITA Ret |         |         |         |         |         |       | 4t      | 19    |
| 1963 | Scuderia Ferrari                 | Ferrari | Ferrari  | MON 4   | BEL Ret | HOL 3   | FRA Ret | GBR 2   | ALE 1   | ITA Ret | USA Ret | MEX DSQ | SUD Ret |         |         |       | 4t      | 22    |
| 1964 | Scuderia Ferrari                 | Ferrari | Ferrari  | MON Ret | HOL 2   | BEL Ret | FRA Ret | GBR 3   | ALE 1   | AUT Ret | ITA 1   | USA 2   | MEX 2   |         |         |       | 1r      | 40    |
| 1965 | Scuderia Ferrari                 | Ferrari | Ferrari  | SUD 2   | MON 4   | BEL Ret | FRA 3   |         |         |         |         |         |         |         |         |       | 5è      | 17    |
| 1965 | Scuderia Ferrari                 | Ferrari | Ferrari  |         |         |         |         | GBR 3   | HOL 7   | ALE Ret | ITA Ret | USA     | MEX     |         |         |       | 5è      | 17    |
| 1966 | Scuderia Ferrari                 | Ferrari | Ferrari  | MON Ret | BEL 1   |         |         |         |         |         |         |         |         |         |         |       | 2n      | 28    |
| 1966 | Cooper                           | Cooper  | Maserati |         |         | FRA Ret | GBR Ret | HOL Ret | ALE 2   | ITA Ret | USA 3   | MEX 1   |         |         |         |       | 2n      | 28    |
| 1967 | Honda Racing                     | Honda   | Honda    | SUD 3   | MON Ret | HOL Ret | BEL Ret | FRA     | GBR 6   | ALE 4   | CAN     |         |         |         |         |       | 5è      | 20    |
| 1967 | Honda Racing                     | Honda   | Honda    |         |         |         |         |         |         |         |         | ITA 1   | USA Ret | MEX 4   |         |       | 5è      | 20    |
| 1968 | Honda Racing                     | Honda   | Honda    | SUD 8   |         |         |         |         |         |         |         |         |         |         |         |       | 7è      | 12    |
| 1968 | Honda Racing                     | Honda   | Honda    |         | ESP Ret | MON Ret | BEL Ret | HOL Ret | FRA 2   | GBR 5   | ALE Ret | ITA Ret | CAN Ret | USA 3   | MEX Ret |       | 7è      | 12    |
| 1969 | Owen Racing Organisation         | BRM     | BRM      | SUD Ret | ESP 5   | MON Ret | HOL 9   | FRA     |         |         |         |         |         |         |         |       | 11è     | 6     |
| 1969 | Owen Racing Organisation         | BRM     | BRM      |         |         |         |         |         | GBR Ret | ALE NVS | ITA NC  | CAN Ret | USA 3   | MEX Ret |         |       | 11è     | 6     |
| 1970 | Team Surtees                     | McLaren | Cosworth | SUD Ret | ESP Ret | MON Ret | BEL     | HOL 6   | FRA     |         |         |         |         |         |         |       | 18è     | 3     |
| 1970 | Team Surtees                     | Surtees | Cosworth |         |         |         |         |         |         | GBR Ret | ALE 9   | AUT Ret | ITA Ret | CAN 5   | USA Ret | MEX 8 | 18è     | 3     |
| 1971 | Brooke Bond - Oxo / Team Surtees | Surtees | Cosworth | SUD Ret | ESP 11  | MON 7   | HOL 5   | FRA 8   | GBR 6   | ALE 7   | AUT Ret | ITA Ret | CAN 11  | USA 17  |         |       | 19è     | 3     |
| 1972 | Team Surtees                     | Surtees | Cosworth | ARG     | SUD     | ESP     | MON     | BEL     | FRA     | GBR     | ALE     | AUT     | ITA Ret | CAN     | USA NVS |       | -       | 0     |